# Persiflage

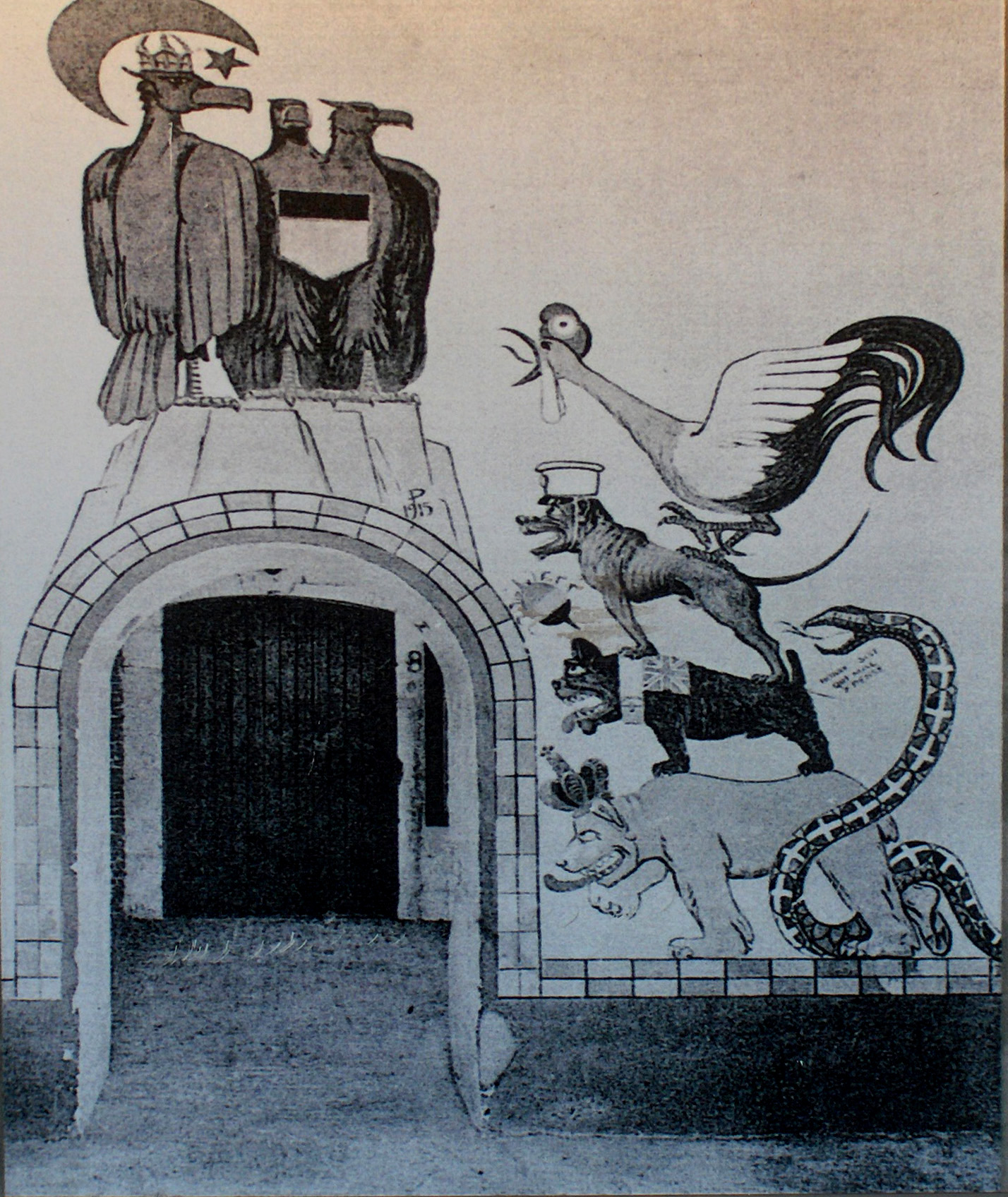
Fort Napoleon (Ostende): der Maler Heinrich-Otto Pieper (* 1881) brachte oberhalb eines Kamins ein Gemälde an, genannt Der Barbar. Es ist eine allegorische Persiflage auf die Bremer Stadtmusikanten

Eine Persiflage [pɛʁsiˈflaːʒə] (von französisch persifler [pɛʀsiˈfle], „verspotten, lächerlich machen“) ist eine geistreiche, nachahmende und oft auch kritische Verspottung eines Genres, eines künstlerischen Werks oder einer bestimmten Geisteshaltung allgemein. Verwendung findet der Begriff hauptsächlich in der darstellenden und bildenden Kunst, speziell in der Literatur und im Journalismus.

## Form
Die Form der Persiflage lässt sich gut mit den rhetorischen Strategien von Satire vergleichen, insbesondere mit den Stilmitteln der Übertreibung und Überzeichnung. Hier geht es also nicht um eine inhaltliche oder stilistische Transformation wie bei Parodie oder Travestie, sondern die geistreiche satirische Verzerrung von Inhalten, Themen oder Motiven steht im Vordergrund. Das dazugehörige Verb lautet „(jemanden) persiflieren“.

## Unterscheidungen
Während bei der Parodie in der Literatur eine komische, übertreibende Nachahmung in der gleichen Form, aber mit lächerlichem Inhalt geschieht, ist die Nachahmung der Form bei der Persiflage nicht notwendig. Eine Parodie kann zum Beispiel darin bestehen, einen Text so zu verändern, dass man die äußere Form übernimmt, aber dem Text einen gänzlich neuen Inhalt gibt. Bei der Persiflage hingegen stehen eher die gleichen Inhalte mit kritischen Untertönen zur gewitzten und geistvollen Verspottung an. In der medialen Berichterstattung wird – oft zum Leidwesen der Künstler – fälschlich kein Unterschied zwischen beiden gemacht. Häufig wird Persiflage auch als Synonym für Parodie oder als Oberbegriff für Parodie und Travestie verwendet.